# Geneva (Iowa)
Geneva es una ciudad ubicada en el condado de Franklin en el estado estadounidense de Iowa. En el Censo de 2010 tenía una población de 165 habitantes y una densidad poblacional de 150,96 personas por km².

## Geografía
Geneva se encuentra ubicada en las coordenadas 42°40′29″N 93°7′47″O / 42.67472, -93.12972. Según la Oficina del Censo de los Estados Unidos, Geneva tiene una superficie total de 1.09 km², de la cual 1.09 km² corresponden a tierra firme y (0%) 0 km² es agua.

## Demografía
Según el censo de 2010, había 165 personas residiendo en Geneva. La densidad de población era de 150,96 hab./km². De los 165 habitantes, Geneva estaba compuesto por el 98.18% blancos, el 0% eran afroamericanos, el 0% eran amerindios, el 0% eran asiáticos, el 0% eran isleños del Pacífico, el 0% eran de otras razas y el 1.82% pertenecían a dos o más razas. Del total de la población el 0.61% eran hispanos o latinos de cualquier raza.